# Alex Pacheco

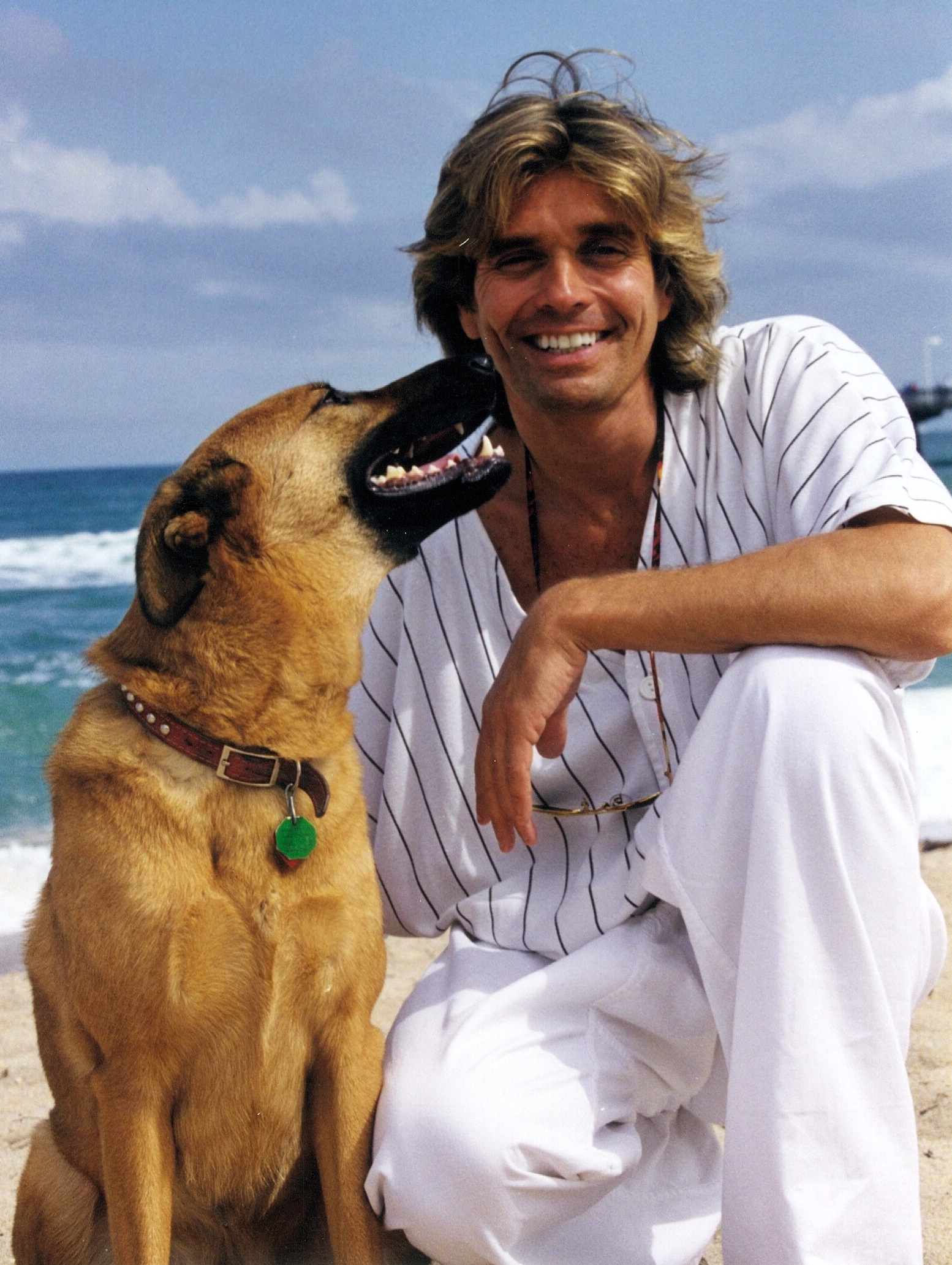

Alexander Fernando Pacheco (* August 1958 in Joliet, Illinois) ist ein US-amerikanischer Tierrechtsaktivist. Er ist Mitbegründer und ehemaliger Vorsitzender von People for the Ethical Treatment of Animals (PETA), Gründer von All American Animals und 1-800-Save-a-Pet.com.

## Leben
Pacheco wurde 1958 in Joliet, Illinois als Sohn eines Arztes und einer Krankenschwester geboren, zog jedoch bald mit seiner Familie nach Mexiko. Sie verließen Mexiko, als Pacheco die Middle School besuchte und zogen erst nach Ohio, dann nach Indiana und Illinois. Kathy Snow Guillermo schreibt in Monkey Business, dass Pacheco schon früh Interesse an Tieren zeigte.
Seine ursprünglichen Pläne, Priester zu werden, verwarf er, als er bei einem Besuch in einer Fleischfabrik den Umgang mit den Tieren sah. Ein Freund gab ihm ein Exemplar von Peter Singers Buch Die Befreiung der Tiere, das ihn dazu bewog sich vegetarisch zu ernähren. Pacheco besuchte daraufhin die Ohio State University, wo er erste Aktionen gegen die Ausbeutung von Tieren startete.
Am 20. März 1995 wurde er von The Peace Abbey mit dem Courage of Conscience-Preis ausgezeichnet.

## Aktionen
Pacheco bekam erstmals 1981 große öffentliche Aufmerksamkeit, als er versuchte die Verwendung von 17 Javaneraffen für Tierversuche im Institute of Behavioral Research in Silver Spring zu stoppen. In dem Biolabor wurden Affen die Nervenverbindungen zu Gliedmaßen entfernt und diese danach durch Elektroschocks gezwungen von den Gliedmaßen (die sie nicht fühlen konnten) Gebrauch zu machen. Pacheco, der Angestellter war, zeigte den verantwortlichen Psychologen Edward Taub wegen Verletzung von Tierschutzgesetzen an. Die Polizei durchsuchte das Labor und beschlagnahmte die Affen. Taub wurde angeklagt, verurteilt, aber nach einer Berufung teilweise aus formalen Gründen freigesprochen. Der Streit um die Tiere ging bis zu dem Supreme Court und sorgte für einen großen Zulauf bei PETA. Das Urteil hatte Einfluss auf die Gesetzgebung im Bereich des Tierschutzes, so wurde das Tierschutzgesetz von 1985 aufgrund von Anhörungen zu dem Fall verabschiedet.
Oliver Stone sagte später, dass durch Pachecos Kampagne die Tierrechtsbewegung in den USA geboren wurde.